# قرلغ (هزاره)
قَرلُغ یا قَرلُق یکی از قبایل بزرگ مردم هزاره هستند که از منشأ ترک‌های قرلق می‌باشند.